# Theridula angula
Theridula angula är en spindelart som beskrevs av Benoy Krishna Tikader 1970. Theridula angula ingår i släktet Theridula och familjen klotspindlar. Inga underarter finns listade i Catalogue of Life.